# Загорский лакокрасочный завод
Загорский лакокрасочный завод (ЗЛКЗ) — основан в 1955 году. Одно из градообразующих предприятий в Сергиевом Посаде. В прошлом являлось одним из ведущих предприятий лакокрасочной промышленности. На заводе трудятся более 300 человек, и число сотрудников постоянно растет, привлекаются молодые специалисты-выпускники химико-технологических ВУЗов.

## История

### Основание
Строительство завода было связано с реконструкцией города Москвы и выводом из её зоны ряда предприятий, в том числе химических.
В 1945 году постановлением 4 Главного управления НКХП СССР было принято решение о строительстве лакокрасочного завода в городе Загорске Московской области. Генеральным проектировщиком всех объектов завода стал ГИПИ-4 МХП СССР.
В 1950 году начались строительные работы по возведению основных и вспомогательных объектов завода. Сдача в эксплуатацию сооружений первой очереди планировалась на 1955 год.
31 декабря 1955 года является «Днем рождения» Загорского лакокрасочного завода.
В этот день Государственная комиссия подписала акт о приемке:
- цеха смоляно-летучих лаков и эмалей мощностью 8400 тн в год;
- цеха подземного склада растворителей (ЛБЖ) на 5354 м 2 ;
- железнодорожной ветки протяженностью 3,4 км;
- склада готовой продукции № 1;
- пожарного депо;
- инженерных коммуникаций, послуживших базой для дальнейшего наращивания производственных мощностей завода.

### Становление
Первую продукцию цех № 2 выдал в феврале 1956 года.
В 1956 году приняты в эксплуатацию цех эфироцеллюлозных лаков и эмалей мощностью 9480 тн в год и цех мойки и ремонта возвратной металлотары. Всего за первый год своего существования Загорский лакокрасочный завод изготовил 11860 тонн лакокрасочной продукции.
В декабре 1959 года Государственной комиссией была принята в эксплуатацию вторая очередь завода в составе:
- цеха масляных лаков с лаковарочным отделением, отделением синтетических смол и лаковыпускным отделением, мощностью 30000 тн в год лаков и 3460 тн в год синтетических смол.;
- цеха изготовления металлотары мощностью 240 тыс. фляг и 12,8 млн банок в год.

В марте 1962 года в строй действующих принят цех масляных эмалей, мощностью 25000 тн в год.
В январе 1966 года Государственной комиссией принят в эксплуатацию цех водоэмульсионных красок, мощностью 20000 тн в год. С вводом его в эксплуатацию было полностью закончено строительство основных объектов завода, предусмотренным генеральным планом.
В 1965 году, впервые в лакокрасочной промышленности, на заводе освоена бисерная мельница объёмом 75 л, которая позволила внедрить технологию непрерывного диспергирования пигментов в процессе производства эмали ПФ-223 белой.
В 1968 году освоено производство синтетических смол в реакторах емкостью 8,0 м³. В этот же период после долгих поисков на заводе созданы каскадные фильтры с применением фильтр-патронов фирмы Cuno Архивная копия от 21 января 2012 на Wayback Machine. Фильтры этого типа на заводе являются основными.
В 1970 году благодаря успешному выполнению плана производства механизации производства Главное управление промышленности лаков и красок МХП СССР перевело Загорский лакокрасочный завод в категорию комплексно-механизированных предприятий отрасли.
В 1971 году впервые в стране введена в эксплуатацию автоматическая линия по наружной покраске и внутреннему полиэтиленированию фляг, производительностью 400 тыс. штук в год, а также установлен пресс пакетировки утильной возвратной металлотары мощностью 250 тн.
Освоением производства синтетических смол и введением в эксплуатацию автоматической линии по наружной покраске и внутреннему полиэтиленированию фляг руководил директор ЗЛКЗ Калединов Алексей Петрович (работал директором в период с 14 мая 1966 года по 1 ноября 1971 года).
В 1979 году освоена полунепрерывная схема производства эпоксидных шпатлевок с механизацией погрузки пигментов.
В начале 1983 года вступила в строй автоматизированная линия по производству 3-х литровых банок. За годы работы завода многие производственные процессы механизированы и автоматизированы. Широкое внедрение электро и автопогрузчиков позволило механизировать почти все погрузочно-разгрузочные работы. Автоматизированы многие процессы дозировки готовой продукции в тару.
В 1981 году на заводе внедрена комплексная система управления качеством продукции. С помощью КС УКП регламентируются два основных направления производственно-хозяйственной деятельности завода: управление качеством продукции и качеством работ.
В 1985 году — на 30 году работы, заводом произведена 3-х миллионная тонна лакокрасочной продукции. Примечательно, что почти половина всего объёма производства попала на последнее десятилетие.
В 1995 году ЗАО ЗЛКЗ был награждён дипломом «Факел Бирмингема», а также сертификатом Российской Федерации «Лидер Российской экономики» за успешное экономическое выживание в условиях социального экономического кризиса.

### Новое время
В декабре 2001 года завод вошёл в состав промышленной группы «МАИР».
В августе 2010 года завод стал структурным подразделением Банка Москвы и был переименован в ООО "Управляющая компания «ЗЛКЗ».
Весной 2012 года был вновь открыт цех по производству водно-дисперсионных красок, на завод вернулись сотрудники, долгое время работавшие на предприятии до сокращения производства.

## Деятельность
| Год  | Объём производства, тн |
| 2001 | 35 007                 |
| 2002 | 29 808                 |
| 2003 | 34 271                 |
| 2004 | 31 884                 |
| 2005 | 43 920                 |
| 2006 | 47 303                 |
| 2007 | 45 883                 |
| 2008 | 29 010                 |
| 2009 | 17 020                 |
| 2010 | 1 507                  |
| 2011 | 6 324                  |
| 2012 | 9 912                  |